# Maskergelaat
Een maskergelaat is een symptoom in de geneeskunde, en beschrijft de verminderde activiteit van  de mimiekspieren bij de ziekte van Parkinson of gebruik van antipsychotica.

## Oorzaken
Het maskergelaat is bij deze aandoeningen een gevolg van hypokinesie van de aangezichtsspieren, die minder spontane activiteit vertonen. Daardoor lijkt het alsof de patiënt boos of verdrietig is, ook al is dit niet zo.

## Gerelateerde aandoeningen
Bij klinische depressie zien we vaak een geremde motoriek en dus een sombere gelaatsuitdrukking.
Een star gelaat kan ook bij andere neurologische aandoeningen optreden. bijvoorbeeld door een verlamming van de aangezichtsspieren. Vaak is die eenzijdig, zoals na een herseninfarct, of een aangezichtsverlamming van Bell (facialisparese). Verlamming van de aangezichtsspieren kan ook optreden bij andere neurologische aandoeningen, zoals ALS, MS.
Om rimpels weg te halen wordt soms een kunstmatige, opzettelijke verlamming van bepaalde aangezichtsspieren veroorzaakt met botox-injecties. Indien dit te ver wordt doorgevoerd ontstaat ook een soort maskergelaat.